# L'Esclave blanche
Pour les articles homonymes, voir L'Esclave blanche (homonymie).
L'Esclave blanche est un tableau du peintre français Jean-Jules-Antoine Lecomte du Nouÿ exécuté en 1888. Cette huile sur toile de 149,5 × 118,3 cm est conservée au musée d'Arts de Nantes.

## Représentation
Alors que certains artistes du XIXe siècle peignaient leurs œuvres d’après leurs recherches et d'autres sur leur seule imagination, les sujets de Lecomte n’ont, malgré de nombreux voyages entrepris à des fins documentaires, qu’une relation assez lâche avec une société ou un lieu précis. En dépit du réalisme quasi-photographique de ses tableaux, les sources de Lecomte se trouvaient moins dans l’observation que les documents. Probablement issue d’Émaux et Camées de Gautier ou de Voyage en Orient de Nerval, cette scène fictive, qui compte parmi les chefs-d’œuvre les plus représentatifs de l’orientalisme, est un clin d’œil au Bain turc de Jean-Auguste-Dominique Ingres (1862). Le tableau représente un harem ou un hammam dans un cadre somptueux. Comme chez Ingres, la représentation de harems ou de hammams réservés aux femmes offrait aux peintres de tableaux orientalistes la possibilité de donner libre cours à tous les fantasmes érotiques.
Chaque détail du fastueux décor sert à instrumentaliser l’évocation de la magie orientale : on voit, à droite, deux serviteurs noirs avec des vêtements chatoyants devant un bassin qui renvoie à la pureté et à la sensualité des plaisirs du bain. De la même manière, arborant des bagues aux pierreries étincelantes, la jeune esclave nue à gauche est assise devant de nombreux accessoires comestibles évocateurs de l’Orient, comme le verre de thé, l’orange en quartiers, le régime de dattes ou l’assiette de couscous. De même, la cigarette qu’elle fume et ses volutes sinueuses signalent une volupté oisive toute orientale, source de rêveries voluptueuses. Orné d’une calligraphie arabe répétant en continu la formule : « Allah est grand », le cadre doré participe, lui aussi, de cet orientalisme fantaisiste.
L’image de l’esclave circassienne nue, dont la blancheur immaculée contraste avec la couleur noire et les vêtements chatoyants des serviteurs, fait référence au fait que la majorité des femmes du harem provenaient des territoires « infidèles », où elles avaient été capturées pour être vendues par les marchands d’esclaves de Constantinople et d’Ispahan.
Les reproductions produites en grand nombre par la maison Goupil ont décuplé le succès de cette iconographie.

## Expositions
- Équivoques, Peintures françaises du XIXe siècle, Paris, musée des Arts décoratifs, mars-mai 1973 ;
- Les Orientalistes de 1850 à 1914, Pau/Dunkerque/Douai, déc, 1982-mai 1983 ;
- La Gloire de Victor Hugo, Paris, Grand Palais, oct, 1985-jan, 1986 ;
- L'exotisme en Europe, Stuttgart, Wurtenbergische Kunsterein/Institut für Auslandsbeziehungen/Staatgalerie, sept.-nov, 1987 ;
- La France : Images of Woman and Ideas of Nation 1789-1989, Londres, Hayward Gallery/Liverpool, Walker Art Gallery, jan.-juin 1989 ;
- Histoires parallèles : la peinture française du XIXe siècle au musée des Beaux-Arts de Nantes, Japon (6 étapes), oct, 1995-juil, 1996 ;
- (es) Espejismos del Medio Oriente : Delacroix a Moreau, Mexico, Instituto Nacional de Bellas Artes, déc, 1999-avr, 2000 ;
- Les Ailes de la gloire, Prague, Galerie Rudolfinum, 12 septembre 2000-14 janvier 2001 ;
- Le harem : visions européennes et musulmanes sur la beauté et l'amour, Barcelone, Centre de Cultura Contemporània, 12 février-18 mai 2003.